# Diego Boneta
Diego Boneta, nome completo  Diego Andrés González Boneta (Città del Messico, 29 novembre 1990), è un attore e cantante messicano.

## Biografia
Nato a Città del Messico, figlio di Astrid Boneta e Lauro González, entrambi ingegneri. Suo padre è messicano, mentre sua madre è nata negli USA da padre portoricano e madre spagnola. Ha una sorella, Natalia, e un fratello, Santiago. Inizia la sua carriera all'età di dodici anni, partecipando a Código F.A.M.A., un reality show messicano per bambini cantanti. Dopo essere arrivato tra i primi cinque ed aver avuto accesso alla finale, ottiene la parte di Ricardo nella produzione televisiva Alegrijes y Rebujos, che aveva anche un gruppo musicale allegato al progetto. Il gruppo ottiene una candidatura ai Latin Grammy Awards del 2004, nella categoria "Best Children's Group". Successivamente viene scelto per interpretare Christian in Misión S.O.S, anche in questo progetto era allegato un gruppo musicale e ottiene nuovamente una candidatura ai Latin Grammy Awards 2005.
Nel 2005 ottiene il successo entrando nel cast della telenovela Rebelde e pubblicando il suo primo album con l'etichetta EMI Music. L'album, intitolato Diego e anticipato dal singolo Responde, viene pubblicato in Messico, Cile e Brasile. Nello stesso anno pubblica una versione brasiliana del suo primo album, cantando tutte le canzoni in portoghese e vendendo oltre 100 000 copie. Durante la promozione di Diego, ha partecipato come ospite al tour internazionale del gruppo pop RBD e ha aperto tre concerti in Messico di Hilary Duff.
Nel 2008 pubblica il suo secondo album, Indigo, di cui è produttore esecutivo e autore di 9 delle 11 tracce dell'album. L'album ottiene la certificazione disco d'oro, dopo un solo mese dalla sua pubblicazione. Sempre nel 2008 ottiene una candidatura come miglior cantante solista agli MTV Video Music Awards Latin America.
Nel 2010 si trasferisce a Los Angeles per intraprendere la carriera di attore. Partecipa ad un episodio della serie televisiva Zeke e Luther e ottiene ruoli ricorrenti nelle serie Pretty Little Liars e 90210. Nel 2011 recita nel film Mean Girls 2. Nel 2011 viene scelto da Adam Shankman per la parte di Drew Boley nel film Rock of Ages, adattamento cinematografico dell'omonimo musicale di Broadway. Boneta nel film interpreta un ragazzo che sogna di diventare una rockstar nella Los Angeles degli anni ottanta. Dall'ottobre 2012 è tra i protagonisti della serie televisiva di MTV Underemployed - Generazione in saldo. Dal 2015 interpreta il ruolo di Pete nella serie televisiva statunitense Scream Queens.

### Vita privata
Boneta vive a Los Angeles, parla fluentemente spagnolo e inglese. Ha la tripla cittadinanza, oltre a quella messicana, è cittadino statunitense e spagnolo.

## Discografia

### Album in studio
- 2005 – Diego
- 2008 – Indigo

### Singoli
- 2005 – Aquí Voy
- 2006 – Responde
- 2006 – Más
- 2007 – Solo Existes Tú
- 2008 – Perdido En Ti
- 2008 – Millón De Años
- 2010 – Siempre Tu
- 2015 – The Warrior
- 2015 – The Hurt
- 2015 – Éramos Algo
- 2016 – Ur Love

## Filmografia

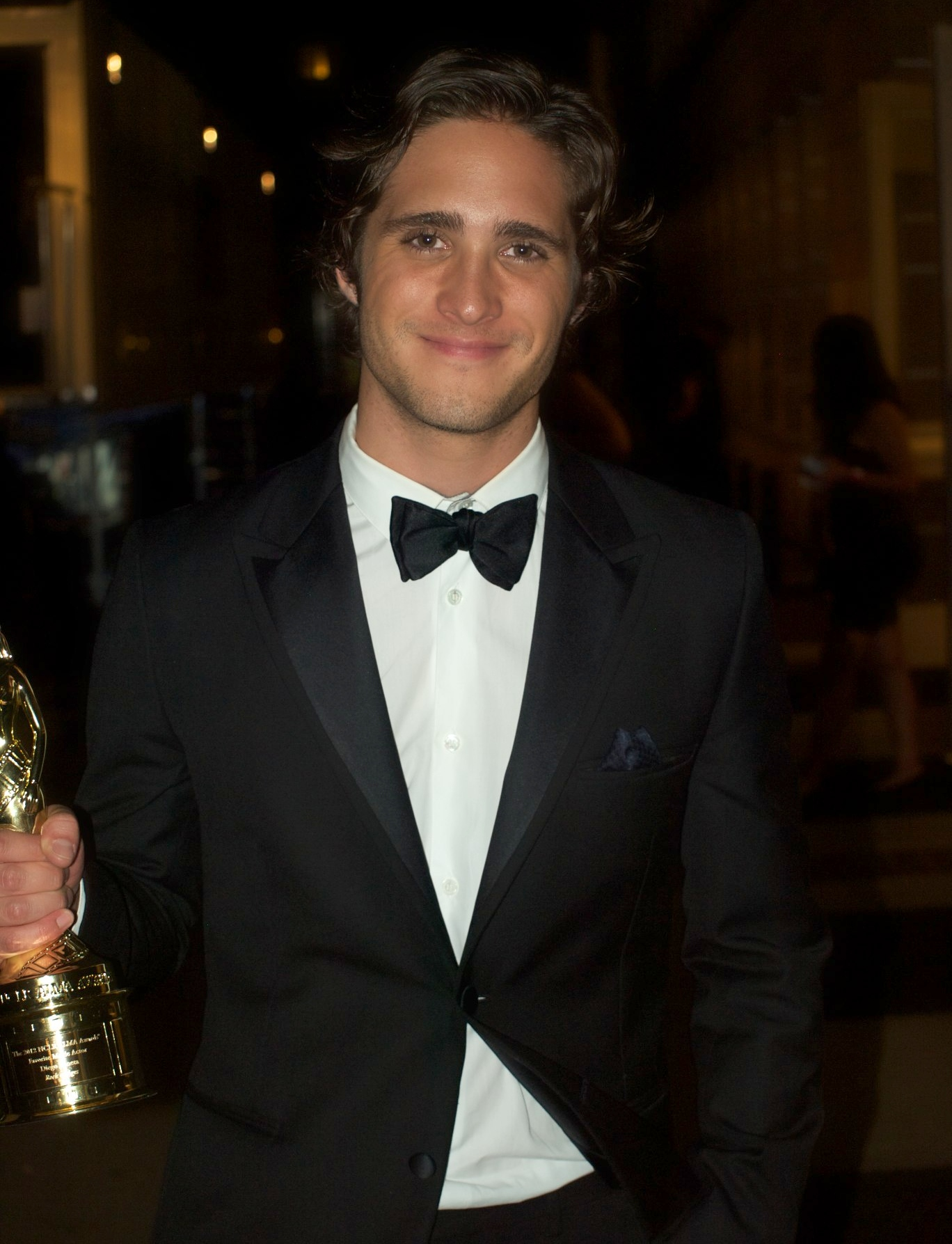
Diego Boneta agli Alma Awards 2012.

### Attore

#### Cinema
- Mean Girls 2, regia di Melanie Mayron (2011)
- Rock of Ages, regia di Adam Shankman (2012)
- City of Dead Men, regia di Kirk Sullivan (2014)
- Eden, regia di Shyam Madiraju (2015)
- Summer Camp, regia di Alberto Marini (2015)
- Pelé, regia di Jeff e Michael Zimbalist (2016)
- Prima di domani (Before I Fall), regia di Ry Russo-Young (2017)
- Another You, regia di Chris Robert (2017)
- The Titan, regia di Lennart Ruff (2018)
- Monster Party, regia di Chris von Hoffmann (2018)
- Terminator - Destino oscuro (Terminator: Dark Fate), regia di Tim Miller (2019)
- Nuevo orden, regia di Michel Franco (2020)
- Amore, matrimoni e altri disastri (Love, Weddings & Other Disasters), regia di Dennis Dugan (2020)
- Monster Hunter, regia di Paul W. S. Anderson (2020)
- Die in a Gunfight, regia di Collin Schiffli (2021)
- Il padre della sposa - Matrimonio a Miami (Father of the Bride), regia di Gary Alazraki (2022)
- At Midnight, regia di Jonah Feingold (2023)

#### Televisione
- Código F.A.M.A. – reality show (2002)
- Alegrijes y Rebujos – telenovela (2004)
- Misión S.O.S. aventura y amor – telenovela (2004)
- Rebelde – telenovela (2005-2006)
- Zeke e Luther – serie TV, 1 episodio (2010)
- Pretty Little Liars – serie TV, 5 episodi (2010-2011)
- 90210 – serie TV, 5 episodi (2010-2011)
- Underemployed - Generazione in saldo (Underemployed) – serie TV, 12 episodi (2012-2013)
- The Dovekeepers - Il volo della colomba (The Dovekeepers) – miniserie TV, 2 episodi (2015)
- Scream Queens – serie TV, 11 episodi (2015)
- Jane the Virgin – serie TV, 1 episodio (2016)
- Luis Miguel - La serie (Luis Miguel: The Series) – serie TV, 27 episodi (2018-2021)

### Produttore esecutivo
- Luis Miguel - La serie (Luis Miguel: The Series) – serie TV, 14 episodi (2018)
- Nuevo orden, regia di Michel Franco (2020)

## Doppiatori italiani
Nelle versioni in italiano delle opere in cui ha recitato, Diego Boneta è stato doppiato da:
- Flavio Aquilone in Mean Girls 2, Rock of Ages, Underemployed - Generazione in saldo, Pelè, Jane the Virgin, Terminator - Destino oscuro, Monster Hunter
- Emiliano Coltorti in The Dovekeepers - Il volo della colomba, Amori, matrimoni e altri disastri
- Emanuele Ruzza in Pretty Little Liars
- David Chevalier in 90210
- Manuel Meli in Scream Queens
- Davide Perino in Prima di domani